# 長宗我部兼序
長宗我部兼序（15世紀—1508年／1518年）是日本戰國時代武將。土佐的國人領主。父親是長宗我部雄親。

## 生平
生年不詳，家中嫡男。
在文明10年（1478年）因為父親雄親死去而繼任家督，仕於守護細川政元（兼序的別名元秀中的「元」字被認為是政元所賜的偏諱）。
因為兼序是智勇兼備的武将而受到家臣團深厚的信任和期望，所以最初能很好的治理領地（此時被形容為「威勢甚盛，受到多數人支持」（威勢甚だ盛にして、人唇をかへす事共多かりけり）。但是由於與香美郡的山田氏持續抗爭，加上獲得政元和一條氏為後盾，於是態度漸漸變得傲慢，於是令土佐的豪族反感（此時被形容為「在年間得到細川殿御前（細川政元）歡心，以其威勢輕視國內武士」（年頃細川殿御前よければ、其威を以て国侍を蔑にあつかう））。
在永正4年（1507年）因為政元被暗殺而失去後盾，更被家臣團放棄而受到孤立。於是看準這個機會的本山氏、山田氏、大平氏、吉良氏等諸豪族在翌年（1508年）結成同盟，共同向長宗我部氏的居城岡豐城進軍。兼序雖然在初戰中獲得勝利，但是因為勢孤力弱而令到岡豐城被包圍，於是補給路被切斷，己方亦漸漸出現背叛者。
在通説中，兼序在岡豐城內自殺，兼序的遺兒千雄丸（後來的長宗我部國親）成功逃脫並投靠一條房家。不過近年的說法是兼序沒有自殺並逃命，在永正8年（1511年）與本山氏和山田氏達成和睦並回復岡豐城城主的身份，在永正15年（1518年）期間把家督讓予兒子國親。

## 人物
- 被評為「武勇才幹超越眾人，看到大敵就會運用計策，從不侮辱小敵，以寡勝眾，以柔挫堅，盡得孫吳妙術的大將」（武勇才幹衆に越へ、大敵を見てはあざむき、小敵を侮らず、寡を以って衆に勝ち、柔を以って堅きを挫く事孫呉が妙術を得たる大将）（『土佐物語』），後來卻因為傲慢而人心背離。